# مسييه 105

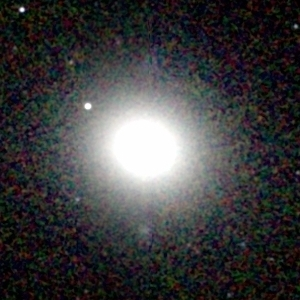
مسييه 105 (يمين) وإلى اليسار NGC 3384. صورة من مرصد 2MASS.

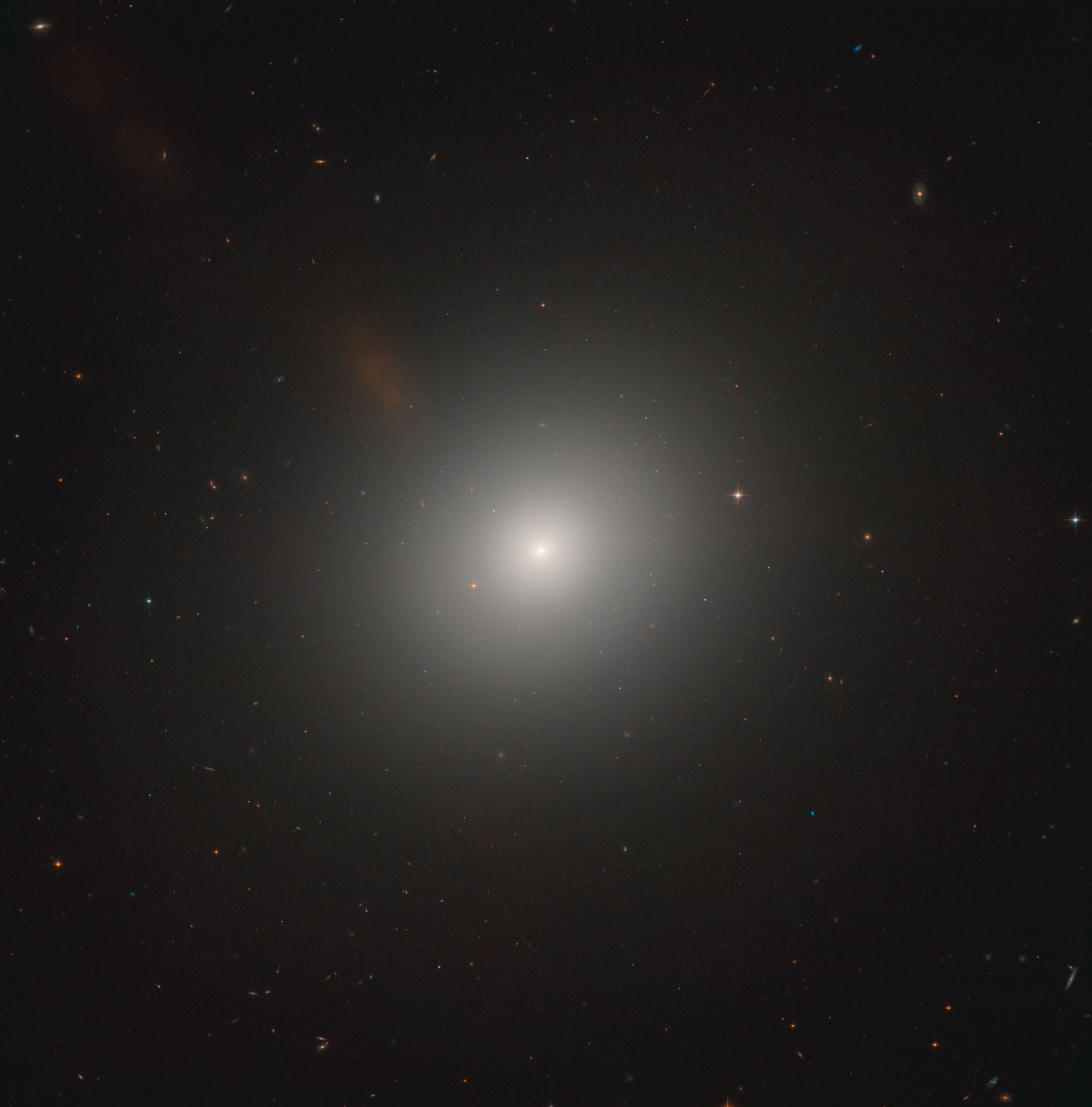
مسييه 105

مسييه 105 أو م 105 أو «إن جي سي 3379» هي عبارة عن مجرة إهليجية تقع في كوكبة الأسد. تبعد عنا 32 مليون سنة ضوئية ويبلغ قدرها الظاهري 10,2. وهي مشهورة باحتوائها على ثقب أسود فائق الضخامة وهو نوع من الثقوب السوداء أشد قوة من النوع العادي.

## تاريخ
اكتشفها الفلكي بيير ميشان في يوم 24 من شهر آذار (مارس) في عام 1781م، وذلك بعد أيام قليلة فقط من اكتشافه لمجرتي م 95 وم 96. وهذه المجرة هي واحدة من مجرات عديدة لم توضع في فهرس مسييه بالأصل، حيث أنها لم تُتضمن به حتى وجدت هيلين هوغ رسالة لبيير ميشان يصف فيها مسييه 95. وعبر الوصف في هذه الرسالة تم تعريف مسييه 95 على أنها مجرة والتي سُمّيت آنذاك «إن جي سي 3379».

## المجموعة المجرية
تتبع هذه المجرة مجموعة مجرات مسييه 96 وهي واحدة من مجموعتي مجراتٍ رئيسيتين تقعان في كوكبة الأسد. وهي تحتوي على مجرتين أخرى ين ضمن فهرس مسييه وهما م 95 وم 96.

## وصلات خارجية
- SEDS: المجرة الإهليجية م105
- إيسا/صورة هبل لـ«م105»